# Ceca de Caesaraugusta
La ceca de Caesaraugusta fue una ceca situada en la colonia romana de Caesaraugusta (actual Zaragoza), fundada el 14 a. C. durante el imperio de Augusto veteranos de las legiones IV Macedonica, VI Victrix y X Gemina, que emitió a gran escala áureos, denarios, dupondios, ases, semises y cuadrantes.

## Estudio

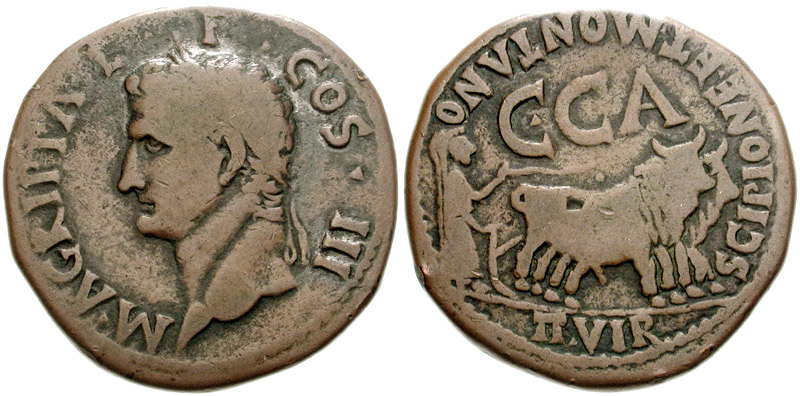
Moneda acuñada en Caesaraugusta bajo el gobierno del emperador Calígula. En el anverso figura un retrato conmemorativo del general Agripa; el reverso representa el ritual fundacional de la colonia. La inscripción C·CA alude a la ceca de Caesaraugusta, y la leyenda SCIPIONE·ET·MONTANO (Escipión y Montano) da cuenta de los dos duunviros que gobernaban como cónsules locales el 38/39 d. C.

Esta ceca es una de las más importantes de la península ibérica debido a su gran volumen de acuñación, y sirve no sólo para conocer las emisiones monetarias, sino también para otros aspectos importantes de la historia como puede ser la política o la religión.
Las acuñaciones comprenden desde la época de Augusto hasta la de Caligula, aunque, posteriormente, en tiempos visigodos la ceca volvió a funcionar (c. 575-c. 712).
Una de las características más destacables de esta ceca es su cronología, ya que no es seguida por los emperadores que aparecen representados en las monedas, sino de los magistrados que se encargaban   de la acuñación.
Existen diversos estudios sobre la ceca de Caesaraugusta entre los cuales se pueden destacar el trabajo de Marta Gómez Barreiro, sobre "la dispersión de las monedas de Caesaraugusta", donde analiza la circulación de las monedas de esta ceca, especialmente alta durante el periodo de Augusto, momento de mayor emisión; o el artículo de Joaquín Gómez-Pantoja sobre la fundación de Caesaraugusta a través del registro monetario.

## Iconografía
La yunta fundacional es bastante utilizado, sobre todo en ases, aunque posteriormente el toro mitrado la sustituye temporalmente. También se utilizan símbolos militares (vexillum y signa), templos, coronas de laurel, etc. En muchas monedas aparece C·C·A, que significa "colonia caesaragusta", haciendo referencia a la ceca.
Aparte de las leyendas en las cuales aparecen los emperadores, como por ejemplo, TI·CAESAR DIVI·AVG·F·AVGVSTVS, haciendo referencia al emperador Tiberio; tenemos lo más significativo de esta ceca que son los magistrados, donde encontramos las siguientes leyendas:
Q·LVTATIO M·FABIO IIVIR //

C·ALSANO T·CERVIO IIVIR // 

L·CASSIO C·VALER FENE IIVIR //

L·CASSIO C·VALERIO IIVIR //

M·PORCI CN FAD IIVIR //

C·ALLIARIO T VERRIO IIVIR //

CN DOM·AMPIAN C·VET LANCIA IIVIR //

MN KANINIO ITER L TITIO IIVIR //

TIB CLOD FLAVO PRAEF GERMAN L IVVENT LVPERCO IIVIR //

LVPO IIVIR FVLVIANO PRAEFECTO //

M·CATO VETTIACVS IIVIR //

SEX AEBVTIVS L LVCRETIVS IIVIR //

CLEMENS ET LVCRETIVS IIVIR //

CLEMENTE ET LVCRETIO //

CLEMENS ET RVFVS IIVIR //

MN FLAVIO FESTO M OFILLIO SILVAN ITER IIVIR //

C·CARRI AQVIL L FVNI VET F IIVIR //

IVNIANO LVPO PR G CAESAR G POMPON PARRA IIVIR //

T·CAECILIO LEPIDO C·AVFIDIO GEMELLO IIVIR //

LEPIDO ET GEMELLO IIVIR //

LICINIANO Y GERMANO IIVIR //

SCIPIONE ET MONTANO IIVIR //

TITVLLO ET MONTANO IIVIR.